# Louise Dorlac
Louise Creuse dite Dorlac, est une comédienne de théâtre, peintre et illustratrice française du début du XXe siècle.

## Biographie
Née Louise Creuse, elle semble intégrer la troupe du théâtre des Variétés (Paris) vers 1901, sous le nom de scène de « Dorlac » et sous la direction de Fernand Samuel et du comédien principal et secrétaire Albert Brasseur. Elle comparaît comme témoin sous son nom officiel en correctionnelle en mars 1903, à la suite d'un grave accident survenu le 3 décembre 1901 qui obligea le théâtre à suspendre plusieurs représentations et blessa une dizaine de comédiens, dont elle, qui eut la cheville brisée. En décembre 1904, elle fait la couverture du magazine Le Théatre, à propos de son rôle dans Monsieur de La Palisse.
Elle expose chez Devambez en janvier 1925 des compositions animalières liées aux arts décoratifs, puis au Salon des humoristes de 1929 deux toiles, Le Marchand de journaux et Le Pensionnat.

## Théâtre
- 1903 : Le Beau Jeune Homme d'Alfred Capus : Justine
- 1904 : 
  - Barbe-Bleue de Jacques Offenbach, Meilhac et Halévy : Isaure
  - Le Bonheur, mesdames ! de Francis de Croisset : Thérèse
  - Monsieur de La Palisse, opéra-bouffe de Flers et Caillavet, musique de Claude Terrasse : Françoise
- 1905 : L'Age d'or de Georges Feydeau et Maurice Desvallières : Duchesse de Châteauroux
- 1906 : La Piste de Victorien Sardou
- 1908 : 
  - Les deux écoles d'A. Capus : Louise
  - Passez muscade comédie en un acte de Lignereux et Maxime Bertrand : rôle avec Max Linder[6]
  - Le Roi de Caillavet, Flers et Emmanuel Arène : Angèle, femme de chambre

## Ouvrages illustrés
- Clarisse Loyot-Debout, Deux contes pour enfants. La Rose de France. La Robe de Jeannette, Paris, Éditions de Cluny, 1938.